# Cirurgia vascular
Cirurgia vascular é a especialidade médica que se ocupa do tratamento cirúrgico de doenças das artérias, veias e vasos linfáticos. Atua junto à Angiologia, especialidade responsável pelo estudo clínico dessas doenças.
A angiologia encarrega-se do estudo, diagnóstico e tratamento clínico das doenças vasculares. O tratamento clínico consiste em ações para promoção, prevenção, recuperação da saúde através de alterações dos hábitos de vida, medicamentos e exercícios físicos usualmente.
A cirurgia vascular atua no diagnóstico, estudo e tratamento cirúrgico das enfermidades dos vasos. O tratamento cirúrgico pode ser da forma convencional - cirurgia através de incisões - ou por dentro dos vasos cirurgia endovascular.
Até o ano de 2006 no Brasil as duas abordagens, clínica e cirúrgicas, eram realizadas por uma especialidade unificada que levava o nome de "Angiologia e Cirurgia Vascular". Entretanto, após várias discussões com sociedades de especialidades médicas foi separada em duas especialidades distintas, através da resolução CFM Nº 1.763/05.
Em Portugal, o internato de Angiologia e Cirurgia Vascular compreende 72 meses de prática clínica e cirúrgica com avaliação final (teórica, prática e curricular).
Entre as doenças vasculares passíveis de tratamento cirúrgico pode-se citar:
- Oclusões arteriais - Causadas geralmente por trombos ou placas ateromatosas
- Aneurismas - Dilatações arteriais
- Varizes - Dilatações venosas
- Anastomoses de artérias e veias - Para tratamento dos traumas vasculares

Também a confecção de fístula arterio-venosa para realização de hemodiálise em pacientes portadores de insuficiência renal crônica em geral é conduzida por cirurgião vascular.